# 톰마소 마리니
톰마소 마리니(이탈리아어: Tommaso Marini, 2000년 4월 17일~)는 이탈리아의 펜싱 선수로 주 종목은 플뢰레이다. 2022년 세계 펜싱 선수권 대회에서 개인전 준우승을 차지했고, 2023년 세계 펜싱 선수권 대회에서 개인전 우승을 차지했다.